# Valfabbrica
Valfabbrica település Olaszországban, Umbria régióban, Perugia megyében. Lakosainak száma 3205 fő (2023. január 1.). Valfabbrica Assisi, Gualdo Tadino, Gubbio, Nocera Umbra és Perugia községekkel határos.

## Népesség
A település lakossága az elmúlt években az alábbi módon változott:
| Lakosok száma | 3398 | 3402 | 3205 |
|               | 2017 | 2018 | 2023 |